# Phaula lichenigera
Phaula lichenigera är en skalbaggsart som först beskrevs av Perty 1832.  Phaula lichenigera ingår i släktet Phaula och familjen långhorningar. Inga underarter finns listade i Catalogue of Life.